# Kerci kolostor
A kerci ciszterci kolostor műemlék épület Romániában, Szeben megyében. A romániai műemlékek jegyzékében az SB-II-a-A-12348 sorszámon szerepel.

## Fekvése
Fogarasföldön, az Olt folyó partján.

## Története
A kerci monostort 1202-ben Imre király (1196-1204) alapította Erdélyben, Fogarasföldön és azt a Boldogságos Szűz Máriáról nevezték el. A király a monostort a Csanád vármegyei egresi monostorból népesítette be, birtokai a Kerc patak és Árpás patak között az Olttól a Fogarasi-havasokig terjedtek és a fennmaradt adatok szerint már 1206-ban működött. Ez volt a ciszterciek legkeletibb és egyben Erdély és Fogarasföld legjelentősebb kolostora, melyben hiteleshely is működött.
Az oklevelekben a monostorról 1211-ből való adatok szerint apátja ekkor III. Honoriusz pápa megbízásából békéltető volt a király és a Német Lovagrend között, majd egy újabb oklevél adatai szerint 1223-ban II. András káplánja, Gocelinus magister, a király jóváhagyásával a monostornak adományozta a kisdisznódi templomot és birtokait, majd egy 1240-ben kelt újabb oklevél szerint a Barcaságban megkapta Barcaszentpéter, Botfalu,Földvár és Prázsmár plébániáit is.
1241-ben a tatárok ezt is feldúlták, de 1247-ben sikerült újra életre kelteni. 1280–1262 között a kunok ostromolták valószínűleg azért, mert V. (Kun) László (1272–1290) a biztonság érdekében ide szállíttatta a királyi koronát és egyéb, az uralkodói hatalmat reprezentáló tárgyakat. 1264-ben István ifjú király kiváltsága szerint népe csak a királynak adózott és a szebeniek szabadságjogait élvezte. 1322-ben Károly Róbert királytól is kiváltságokat kapott.
Szebenszéki birtokai voltak: Apátfalva, Földvár, Glimboka, Kerc, Kisdisznód, Kolun, Mese, Miklóstelke, Oláhkerc.
1343-ban az apátságot a pápa fölszólítására Telegdi Csanád érsek vette védelmébe. Az 1357. évi adatok szerint ekkor az apát és 12 szerzetes lakta.
1398-ban Zsigmond király oklevele említést tett arról, hogy a magyar királyok által alapított kerci cisztercita apátságban sok királyi ős pihen.
1469-ben Mátyás király a kerci cisztercita apátságot eltörölte, birtokait pedig a szebeni prépostsághoz csatolta. A 16. században már részben romos állapotba került; 1648-ban már az északi hajó és a kápolna boltozata is beomlott.
Az apátság uradalma a 16. század közepétől 1848-ig Nagyszeben város birtokai közé tartozott, a városi tanács egyik tagja pedig a kerci ispán címét viselte.